# Джонс, Мик (футболист)
Майкл Дэ́вид Джонс (англ. Michael David Jones; род. 24 апреля 1945, Уорксоп, Англия), более известный как Мик Джонс (англ. Mick Jones) — футболист, игравший на позиции нападающего за «Лидс Юнайтед» в 1960-х и 1970-х годах. Он также вызывался в сборную Англии.

## Карьера

### «Шеффилд Юнайтед»
Джонс был замечен селекционерами в региональной футбольной лиге в составе «Диннингтон Майнерс Уэлфейр», откуда он перешёл в «Шеффилд Юнайтед» в 1962 году. Он играл за резервы команды в Центральной Лиге, прежде чем дебютировать в матче против «Манчестер Юнайтед» на «Олд Траффорд», который закончился ничьей 1:1, 20 апреля 1963 года. Он забил свои первые два гола в следующем матче, который завершился победой со счётом 3:1 над «Манчестер Сити» на «Мейн Роуд» четыре дня спустя, в день своего 18-летия. Он дебютировал за сборную Англии в 1965 году в матче против ФРГ на позиции центрфорварда.
Джонс забил 63 гола в 149 матчах за «Клинки» и сыграл два матча за сборную Англии, позже он перешёл в «Лидс Юнайтед» в сентябре 1967 года за £ 100000, попросив тренера «Шеффилд Юнайтед», Джона Харриса заметить, что «это будет самой большой ошибкой, которую когда-либо делал клуб».

### «Лидс Юнайтед»
Тренер «Лидс» Дон Реви передал Джонсу футболку с девятым номером и дал наставление забивать голы и раздражать защитников. Джонс упорно продолжал делать именно это в течение семи лет. Джонс выиграл Кубок Футбольной лиги в свой первый сезон с «Лидс», хотя он не фигурировал в основном составе, потому что он был заигран в кубке ещё за «Шеффилд». «Лидс» также выиграл Кубок Ярмарок, Джонс забил дважды в турнире: первый раз установил окончательный счёт в матче со «Спорой» (9:0), второй раз забил победный гол в финале в ворота «Ференцвароша». Первый матч закончился со счётом 1:0 в пользу «Лидса» именно благодаря голу Джонса, второй матч закончился безголевой ничьей, что принесло «Лидсу» победу.
В следующем сезоне «Лидс» выиграл Кубок европейских чемпионов УЕФА, а Джонс дебютировал на самом высоком уровне клубного футбола, забив 14 голов. Однако Реви знал, что ему нужно больше атакующей мощи, поэтому в июле 1969 года он заплатил £ 165000 за нападающего «Лестер Сити» Аллана Кларка, что положило начало одному из самых эффективных партнёрств в нападении.
Джонс, будучи более травматичным, однако часто забивал голы путём индивидуальных проходов с использованием своего корпуса, и был достаточно самоотверженным, чтобы попытаться в падении достать головой низовой мяч, дабы забить, рискуя получить удар бутсой. Кларк больше полагался на хитрость и позиционную игру. Вместе они были кошмаром для центральных защитников, а «Лидс», в свою очередь, получил возможность сделать «трибл»: чемпионский титул, кубок Англии и Кубок европейских чемпионов. «Эвертон» обошёл «Лидс» в борьбе за титул чемпиона, а «Селтик» выбил их в полуфинале Кубка европейских чемпионов. В финале кубка Англии против «Челси» Джонс был на первом плане, а «Лидс» пытался спасти свой сезон.
На «Уэмбли» за менее чем десять минут до свистка всё шло к ничье 1:1, поле было ухабистым и усыпанным песком (из-за того, что там на прошлой неделе проходило шоу «Лошадь года»). «Лидс» атаковал на правом фланге, Джонни Джайлз отдал передачу на Кларка, который сильно пробил по воротам голкипера «Челси» Питера Бонетти. Мяч отскочил от штанги, разминувшись с нападающим «Лидса» Питером Лоримером, который замахнулся выше. Джонс, который начал атаку из глубины, вбежал в штрафную площадь и увидел, что мяч катится по направлению к нему — он сильно пробил левой ногой, с таким ударом Бонетти ничего не смог сделать. Однако судьба встречи решилась на последних минутах матча. «Челси» быстро сравнял счёт из-за плохой игры «Лидса» в обороне, поэтому последовало переигрывание на «Олд Траффорд». «Лидс» взял на себя инициативу в первом тайме, когда хороший проход Кларка Джонс замкнул сильным ударом правой ногой мимо Бонетти. «Челси», однако, закончил тем, что выиграл в дополнительное время, и «Лидс» завершил сезон без трофеев.
Поражение от «Арсенала» в последний день снова стоило «Лидсу» титула в 1971 году, хотя они выиграли Кубок Ярмарок, а в 1972 году успех на отечественных полях, наконец, был достигнут «Лидсом», однако сезон принёс личные невзгоды Джонсу. В то время, как «Лидс» боролся за титул снова, команда также дошла до финала кубка Англии. Чтобы выиграть титул, нужно было победить в гостях «Арсенал», «Лидс» не был фаворитом в этом матче. Но они выиграли с минимальным счётом, Джонс и Кларк создали момент, который привёл к единственному голу в игре — точная подача первого была замкнута ударом головой партнёру.
Однако Джонс получил травму — он вывихнул локоть на последней минуте игры из-за неудачного приземления после безобидного и случайного столкновения с правым защитником «Арсенала». Джонс не смог отпраздновать момент успеха «Лидса», когда прозвучал финальный свисток, так как он был в агонии и получал медицинскую помощь от клубного физиотерапевта.
Он испытывал такую боль, что ему потребовалась помощь, дабы очень медленно и осторожно дойти до Королевской кабинки для получения медали, это случилось через несколько минут после того, как его товарищи по команде были награждены. Центральный защитник «Лидса» Норман Хантер провёл Джонса вверх по лестнице. Джонс замотал свою повреждённую конечность в плотный тонкий бандаж, получил медаль и сразу же передал её Хантеру, чтобы он мог использовать здоровую руку, чтобы браться за перила и спускаться обратно вниз по лестнице. Затем он был помещён на носилки, с которых он поприветствовал болельщиков «Лидса», он был перемещён в раздевалку для лечения.
Его, возможно, лучший матч в 1971/72 сезоне состоялся 19 февраля 1972 года, когда он сделал хет-трик в игре против «Манчестер Юнайтед», которая закончилась со счётом 5:1 в пользу «Лидса» на «Элланд Роуд».
Хантер впоследствии утверждал, что вынужденное отсутствие Джонса через несколько дней на решающем матче чемпионата против «Вулверхэмптон Уондерерс» стоили «Лидсу» чемпионского титула. «Лидс» проиграл со счётом 2:1 и титул достался «Дерби Каунти».
На следующий год Джонс играл в двух финалах, оба из которых «Лидс» снова проиграл. Поражение с минимальным счётом в матче с «Сандерлендом» в финале кубка Англии было известно своей неожиданностью («Сандерленд» находился дивизионом ниже). Джонс лучше всего помнит его из-за преждевременного празднования гола Лоримера, мяч на самом деле не пересёк линию ворот благодаря удивительному сейву вратаря Джимми Монтгомери, сделать который он не ожидал сам. «Лидс» впоследствии проиграл финал Кубка кубков «Милану» с тем же счётом, пропустив на первых минутах игры гол от Лучано Кьяруджи.
«Лидс» провёл 29-матчевую беспроигрышную серию в начале следующего сезона, Джонс забил 14 голов, и команда претендовала на титул, но у Джонса начались проблемы с коленом, и летом 1974 года он провёл интенсивную физиотерапию. В начале 1975 года он начал играть в резерве, но страдал от постоянной боли. Джо Джордан забрал себе девятый номер и стал часто забивать, а команда (несмотря на уход Реви летом в сборную Англии) дошла до своего первого финала европейского кубка. Джонс был лишь удручённым зрителем, который не фигурировал в команде весь сезон. Он наблюдал, как безутешно «Лидс» проиграл финал Кубка европейских чемпионов «Баварии», а затем вышел на пенсию в возрасте 30 лет, так как не смог преодолеть свои проблемы с коленом. Его карьера в «Лисе» закончилась с 111 голами в 312 выступлениях. Аллан Кларк, партнёр Джонса по нападению, признался, что всё для него сильно изменилось после ухода Джонса на пенсию.
Для Джонса начались трудные времена после возвращения обратно в Уорксоп, но, в конце концов, он начал продавать спортивное оборудование в киосках. Затем он открыл спортивный магазин на Хай-стрит в Малтби, Саут-Йоркшир. Он занимался торговлей с 1982 года до закрытия магазина в 1997 году. Джонс всегда работал за прилавком, так как нанимал очень мало других сотрудников. Он также работал в бизнесе, связанном с пабами.

## Достижения
«Лидс Юнайтед»
- Первый дивизион Футбольной лиги: победитель (2): 1968/69, 1973/74; серебряный призёр (3): 1969/70, 1970/71, 1971/72
- Кубок Англии: победитель (1): 1972; финалист (2): 1970, 1973
- Кубок Футбольной лиги: победитель (1): 1968
- Суперкубок Англии: победитель (1): 1969
- Кубок ярмарок: победитель (2): 1968, 1971; финалист (1): 1967
- Кубок кубков: финалист (1): 1973

## Статистика выступлений
| Клуб             | Сезон            | Лига | Лига | Кубки | Кубки | Еврокубки | Еврокубки | Прочие | Прочие | Итого | Итого |
| Клуб             | Сезон            | Игры | Голы | Игры  | Голы  | Игры      | Голы      | Игры   | Голы   | Игры  | Голы  |
| ---------------- | ---------------- | ---- | ---- | ----- | ----- | --------- | --------- | ------ | ------ | ----- | ----- |
| Шеффилд Юнайтед  | 1962/63          | 6    | 4    | 0     | 0     | 0         | 0         | 0      | 0      | 6     | 4     |
| Шеффилд Юнайтед  | 1963/64          | 23   | 5    | 3     | 3     | 0         | 0         | 2      | 0      | 28    | 8     |
| Шеффилд Юнайтед  | 1964/65          | 39   | 14   | 4     | 3     | 0         | 0         | 0      | 0      | 43    | 17    |
| Шеффилд Юнайтед  | 1965/66          | 40   | 21   | 2     | 0     | 0         | 0         | 1      | 1      | 43    | 22    |
| Шеффилд Юнайтед  | 1966/67          | 33   | 15   | 8     | 4     | 0         | 0         | 2      | 2      | 43    | 21    |
| Шеффилд Юнайтед  | 1967/68          | 8    | 4    | 1     | 0     | 0         | 0         | 0      | 0      | 9     | 4     |
| Шеффилд Юнайтед  | Итого            | 149  | 63   | 18    | 10    | 0         | 0         | 5      | 3      | 172   | 76    |
| Лидс Юнайтед     | 1967/68          | 25   | 8    | 5     | 2     | 8         | 2         | 0      | 0      | 38    | 12    |
| Лидс Юнайтед     | 1968/69          | 40   | 14   | 5     | 2     | 8         | 1         | 2      | 2      | 55    | 19    |
| Лидс Юнайтед     | 1969/70          | 32   | 15   | 12    | 3     | 8         | 8         | 1      | 0      | 53    | 26    |
| Лидс Юнайтед     | 1970/71          | 39   | 6    | 4     | 3     | 9         | 1         | 1      | 0      | 53    | 10    |
| Лидс Юнайтед     | 1971/72          | 24   | 11   | 6     | 2     | 0         | 0         | 1      | 0      | 31    | 13    |
| Лидс Юнайтед     | 1972/73          | 28   | 9    | 13    | 4     | 6         | 3         | 2      | 2      | 49    | 18    |
| Лидс Юнайтед     | 1973/74          | 31   | 14   | 5     | 1     | 3         | 2         | 0      | 0      | 39    | 17    |
| Лидс Юнайтед     | Итого            | 219  | 77   | 50    | 17    | 42        | 17        | 7      | 4      | 318   | 115   |
| Всего за карьеру | Всего за карьеру | 368  | 140  | 68    | 27    | 42        | 17        | 12     | 7      | 490   | 191   |